# 新閘路駅
新閘路駅（しんこうろ-えき）は、中華人民共和国上海市黄浦区新閘路にある上海軌道交通1号線の駅である。

## 駅構造
島式ホーム1面2線を有する地下駅。ホームドアは設置されているが、後から設置されたものである。

## 歴史
- 1995年4月10日 - 開業。

## 隣の駅
上海軌道交通
■1号線
人民広場駅 - 新閘路駅 - 漢中路駅